# Émeutes de Bristol (1831)

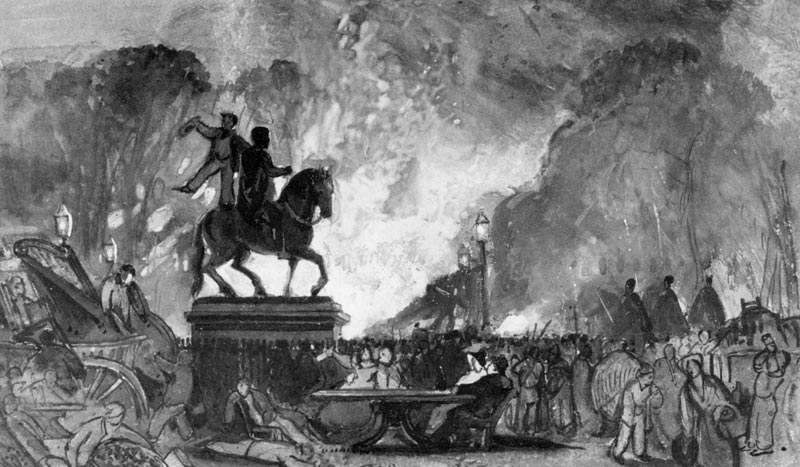
Queen Square dans la nuit du 30 octobre 1831.

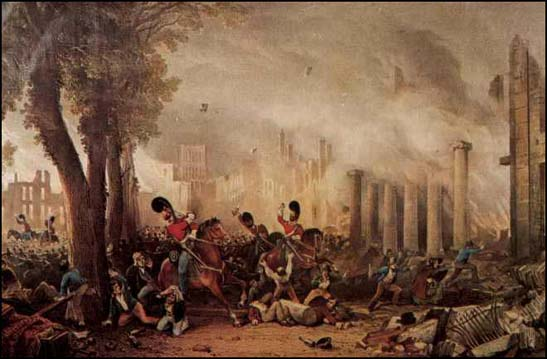
Répression de l'émeute par le 3e Dragoon Guards.

Les émeutes de Bristol (1831) ont lieu du 29 au 31 octobre 1831 et s'inscrivent parmi les nombreuses émeutes précédant la réforme électorale de 1831 en Angleterre.

## Circonstances
Les émeutes éclatent après le vote du deuxième projet de loi sur la réforme à la Chambre des Lords retardant la réforme électorale. L'arrivée dans la ville, le 29 octobre, du juge anti-réforme Charles Wetherell, donne lieu à une manifestation qui dégénére en émeute. Les autorités civiles et militaires, mal coordonnées, perdent le contrôle de la situation. L'ordre n'est rétabli que le troisième jour par une combinaison d'un groupe comitatus des citoyens de la classe moyenne de la ville et des forces militaires.
Une grande partie du centre-ville est incendiée. Les dommages sont évalués à 300 000 £. On compte jusqu'à 250 victimes. Le maire de la ville, Charles Pinney, est jugé pour ne pas avoir empêché l'émeute, mais est acquitté. Le commandant militaire, le lieutenant-colonel Thomas Brereton, traduit en cour martiale pour une accusation similaire, se suicide avant d'être condamné. Un troisième projet de loi de réforme renouvelé est adopté en 1832, sous le nom de Great Reform Act, introduisant des changements radicaux dans le système électoral. Le gouvernement local de Bristol est également réformé par l'adoption du « Municipal Corporations Act » de 1835 .

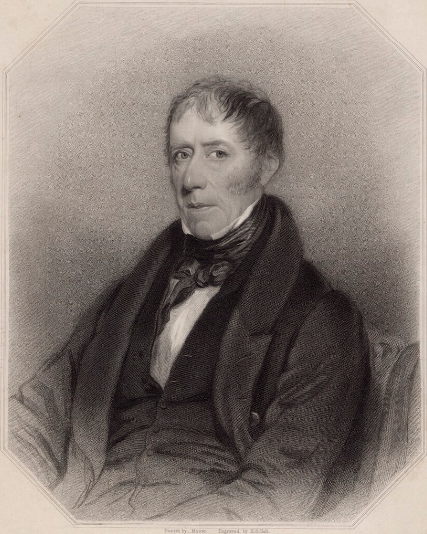
Charles Wetherell

Au début du XIXe siècle en Grande-Bretagne, il y a de grandes différences dans la taille des circonscriptions de la chambre basse, la Chambre des communes. Certains sièges, appelés bourgs pourris, n'envoient que deux membres du Parlement (MP) avec un petit nombre d'électeurs, tandis que les sièges des nouveaux centres urbains, comme Manchester, n'ont aucun député,.
En mars 1831, les Whigs tentent de présenter un projet de loi pour régler la question. Il est rejeté au parlement et le premier ministre, Charles Grey, 2e comte Grey, démissionne. Grey est cependant réélu aux élections générales suivantes et présente un deuxième projet de loi de réforme, qui est adopté à la Chambre des communes mais rejeté par les Lords le 8 octobre 1831. Bristol, ville de 100 000 habitants, n'est représentée que par deux députés.
Le rejet du projet de loi et la deuxième démission de Grey entraîne une période de bouleversement politique, « la plus proche de la révolution ». Le pays connait de graves troubles à Londres, Derby, Leicester, Yeovil, Sherborne, Exeter, Bath, Worcester et Bristol,. Les troubles à Birmingham sont si graves que le régiment de cavalerie Scots Grays est déployé dans la ville. Des émeutes à grande échelle éclatent à Bristol, Nottingham et Derby.
Le juge Charles Wetherell est connu pour s'être opposé à toute réforme électorale. Bien qu'il ait été accueilli en héros dans la ville en 1829 pour son opposition à l'émancipation catholique, il suscite la discorde, en 1830, pour avoir déclaré au parlement que les habitants de Bristol s'opposaient à la réforme,. La ville a adressé une pétition de 17 000 noms pour soutenir la réforme et organisé de grandes réunions publiques de soutien au cours de la première semaine d'octobre,. Wetherell lui-même est député du bourg pourri de Boroughbridge, dans le Yorkshire. Boroughbridge, avec seulement 48 électeurs, est menacé par le Reform Bill,. Wetherell vient présider, fin octobre, la session de la cour d’⁣assises de Bristol.

## Jours précédents

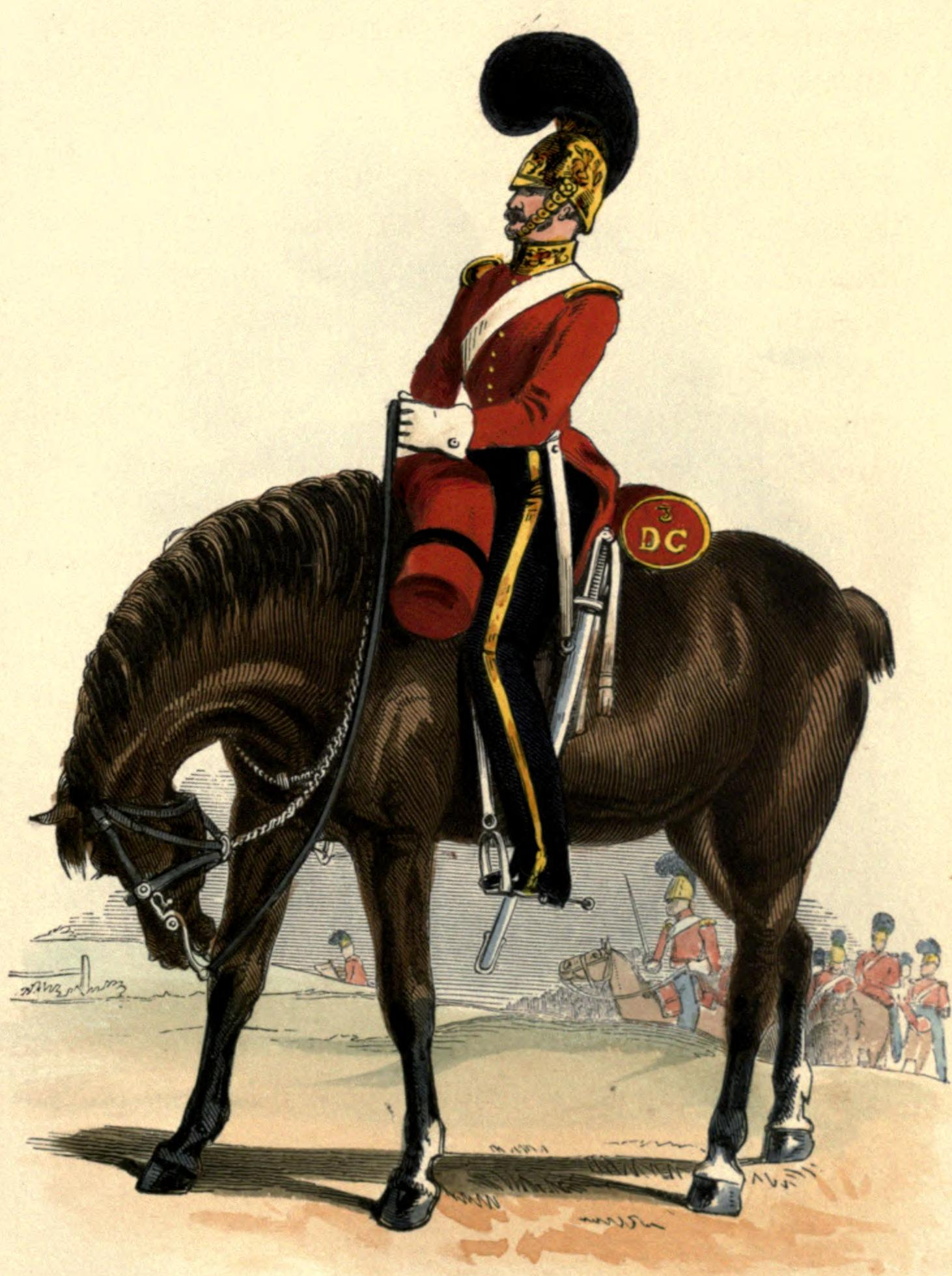
Soldat du 3e Dragoon Guards

Le maire de Bristol, à la tête de son autorité locale, la Bristol Corporation, est Charles Pinney, whig et partisan du Reform Bill. Son élection, en septembre, a peut-être été arrangée par les autres échevins de la ville, qui étaient principalement des conservateurs anti-réformistes, pour s'attirer les faveurs des éléments pro-réformistes et réduire les risques de troubles. Pinney, de par ses fonctions, est chargé de diriger la réponse des autorités civiles aux émeutes. Les citoyens sont en colère, car ils considèrent Pinney, qui n'avait pas publiquement soutenu la réforme électorale depuis son entrée en fonction, comme ayant abandonné la cause, pour rejoindre l'establishment,.
L'Union politique de Bristol (BPU), dirigée par William Herapath, est une organisation clé de la ville soutenant la réforme. Le 18 octobre, le BPU interrompt une réunion de marins qui discutaient de la mise en place d'un comité d'accueil pour l'arrivée de Wetherell. Le 24 octobre, une émeute est évitée de justesse lorsque des citoyens favorables à la réforme protestent contre l'arrivée de George Henry Law, évêque de Bath et Wells, venu pour la consécration d'une nouvelle église à Bedminster . Law avait voté contre le Reform Bill à la Chambre des Lords.
Le BPU rencontre les magistrats de la ville en octobre et accepte de rester neutre, à condition que les troupes ne soient pas utilisées. Herapath annule l'accord le 25 octobre, lorsqu'il apprend que les magistrats ont demandé l'envoi de troupes dans la ville. Herapath déclare, plus tard, qu'il est convaincu qu'il aurait pu maintenir l'ordre dans la ville si les troupes n'avaient pas été déployées.
Le sous-shérif de Bristol n'a sous ses ordres qu'une centaine d'agents, alors qu'au moins 300 seraient nécessaires pour faire face aux manifestations contre Wetherell. Herapath refuse de permettre aux membres du BPU d'être enrôlés comme agents spéciaux et il y a peu de bénévoles de la classe moyenne, traditionnellement appelés à fournir ce service,. Les magistrats réussissent à enrôler 119 volontaires, dont beaucoup sont connus pour être violents, mais n'ont pas le pouvoir de réquisitionner la yeomanry  et les militaires à la retraite. Ils retirent les armes des armureries de la ville, pour prévenir tout pillage.
Les magistrats de la ville demandent que des troupes de l'armée britannique soient envoyées pour prévenir tout désordre. Mais le gouvernement est réticent à le faire, craignant l'impopularité. Finalement, le ministre de l'Intérieur William Lamb, 2e vicomte de Melbourne autorise le déploiement d'une force de 93 soldats, à n'utiliser qu'en cas d'urgence absolue. Il s'agit d'un mélange d'hommes du 14th Light Dragoons et du 3rd Dragoon Guards . Les 14e sont impopulaires à Bristol, car ils ont récemment été impliqués dans la répression des toubles du West Country, où ils ont gagné le surnom de "Bloody Blues".
Au cours des émeutes, les hommes de ce régiment, reconnaissables à leurs uniformes bleus, sont conspués par la foule, tandis que ceux du 3e régiment local sont acclamés. Le lieutenant-colonel Thomas Brereton  commande le 3rd Dragoon Guards et dirige les opérations. Il est, pour sa part, partisan de la réforme et, après les émeutes, il est accusé d'avoir des sympathies avec la manifestation.
Lorsque les troupes arrivent dans la ville, les échevins et les magistrats refusent de prendre la tête des troupes qui investissent la ville. Les responsables craignent que leurs entreprises ne deviennent des cibles pour le pillage ou l'incendie.

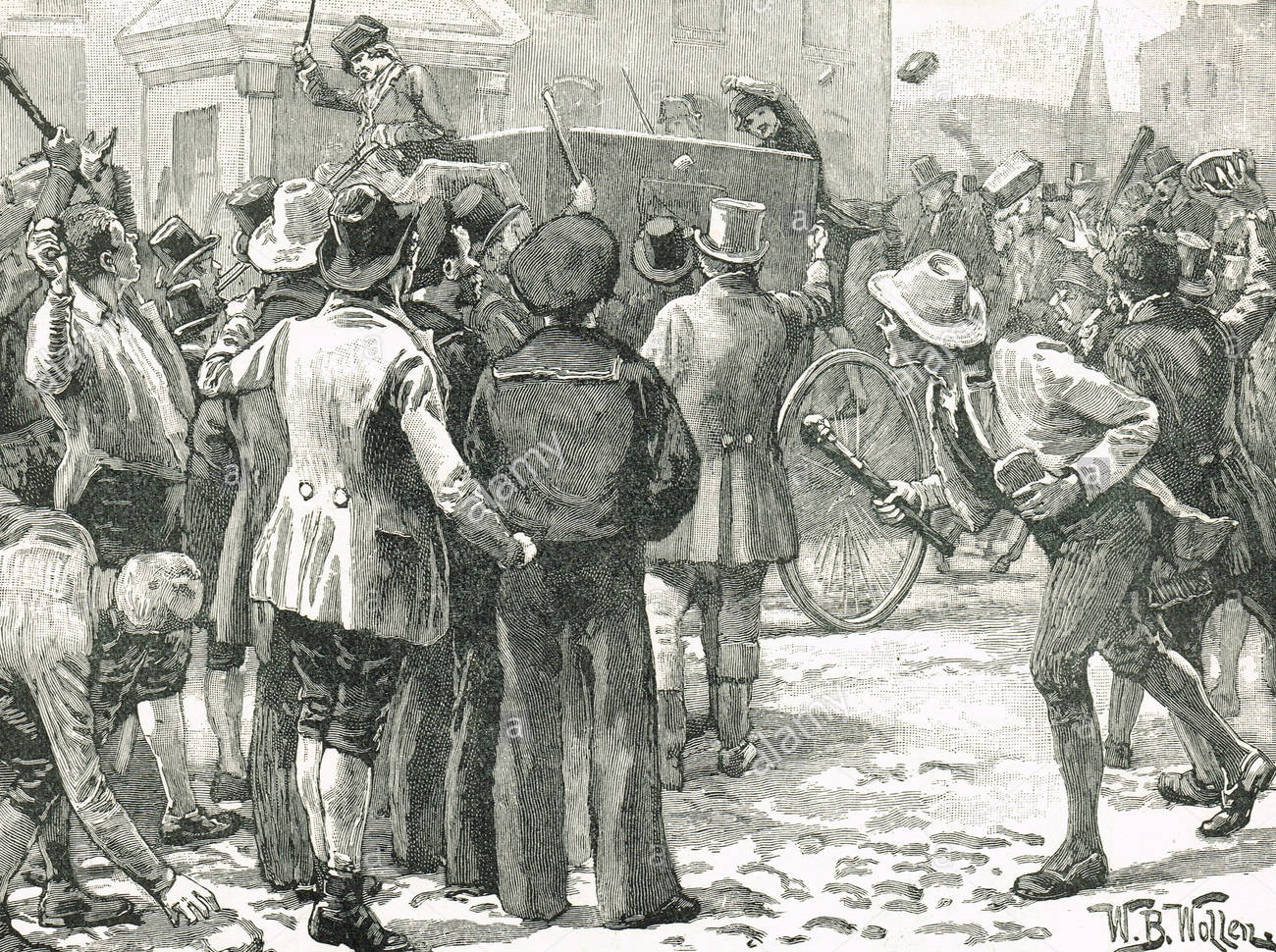
Une représentation (en 1901) de l'attaque contre Sir Charles Wetherell

L'itinéraire de l'entrée dans la ville du juge Wetherell  est modifié pour des raisons de sécurité mais il est rapidement reconnu, et une foule se presse à son arrivée le 29 octobre,. La voiture transportant Wetherell et Pinney est lapidée. Ils cherchent refuge à la Mansion House. La violence s'intensifie, en particulier après que les gendarmes spéciaux aient lancé plusieurs charges contre la foule, dont l'une cause la mort d'un manifestant. Dragons et agents de police divergent sur les mode de répression. Pinney s'adresse à la foule pour reprendre le contrôle de la situation, mais estime qu'il n'a plus d'autre choix que de lire le Riot Act en fin de journée, à un moment où de nombreux agents spéciaux ont abandonné leurs postes,.
Les émeutes se poursuivent dans la nuit et la Mansion House est prise d'assaut, le 14e Light Dragoons tente d'arrêter l'émeute et abat un homme à cette occasion. Wetherell s'échappe de la Mansion House par le toit vers un bâtiment adjacent et Pinney s'échappe pour se réfugier dans la maison d'un ami où il passe une grande partie de la journée suivante.

## 30 octobre

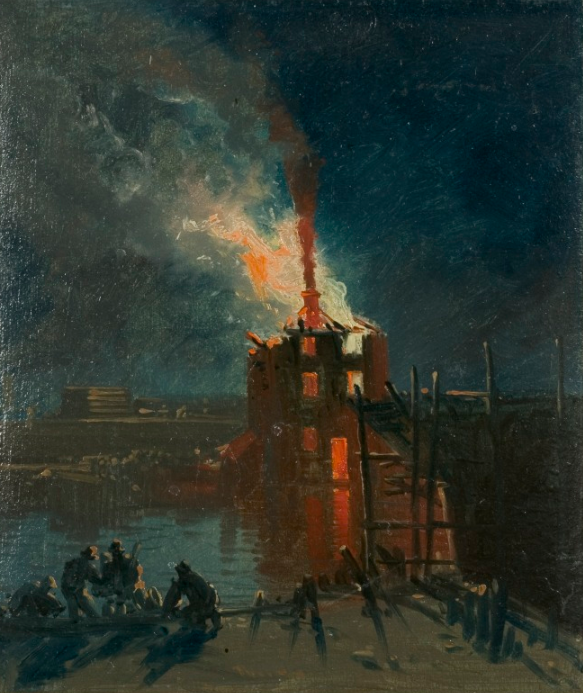
Un entrepôt incendié pendant l'émeute

Le pillage de la Mansion House se poursuit  le dimanche matin 30 octobre. La cave à vin est vidée et le bâtiment incendié. Les efforts pour réprimer l'émeute sont contrariés par une foule de spectateurs de la classe moyenne favorable aux émeutiers. Pinney fait lire un avis dans les lieux de culte de la ville et ordonne la formation d'un posse comitatus . Cependant, moins de 200 hommes répondent à l'appel et les autorités ne réussissent pas à les organiser efficacement. La désorganisation tient aussi à ce que les autorités municipales siègent dans des bâtiments différents. Leurs chefs sont difficiles à localiser . À un moment clé, le 30 octobre, une force de 57 hommes de la Yeomanry de Dodington arrive dans la ville mais est aussitôt retirée par leur officier puisqu'aucun magistrat n'a pu être trouvé pour réquisitionner des logements. Herapath s'adresse à la foule sans pouvoir arrêter la violence. Il propose de mobiliser les membres du BPU en tant que force de maintien de la paix mais se le voit refusé par Pinney qui pense que cela donnerait une mauvaise image des autorités.
Il y a de la méfiance entre dirigeants civils et militaires, dont il résulte une confusion sur les mesures à prendre. Les ordres de Pinney à Brereton sont vagues et n'autorisent pas explicitement l'usage de la force. A un moment donné, Brereton doit dissuader Pinney de donner l'ordre de tirer sur la foule. Brereton qui n'a pas d'expérience dans le maintien de l'ordre, se comporte de manière indécise et surestime les effectifs des émeutiers, comme il sous-estime sa capacité à la contrôler,. Brereton est peut-être été paralysé par les critiques de son action à Manchester en 1819, où 18 personnes ont été tuées lorsque la cavalerie a chargé une foule lors du massacre de Peterloo .
Une charge par le 14e Dragoons à Corn Street contre une foule attaquant la Maison du Conseil entraîne la mort de deux hommes. Brereton assuré par la foule qu'elle se disperseraient si les "Bloody Blues" étaient renvoyés, leur ordonne de se retirer,. Il y a eu une courte accalmie dans les combats, au cours de laquelle le juge Wetherell s'échappe de la ville déguisé en femme. Mais rapidement la foule  attaque les prisons de la ville. Les quelques soldats du 3e Dragoon Guards restés sur les lieux sont impuissants à les arrêter ; la prison de Bridewell, la prison de Lawford's Gate et la prison du comté de Gloucester sont envahies et les prisonniers libérés,.
D'autres destructions touchent les maisons, les entrepôts, les péages et les bâtiments municipaux, en particulier sur Queen Square, Prince's Street et King Street. L'entreprise portuaire de la Bristol Corporation est attaquée et les portes du quai sont incendiées,. Des incendies allumés au palais épiscopal, à la douane, au bureau d'accise et dans d'autres bâtiments sont visibles depuis Newport, au Pays de Galles . Dans les chants de la foule, on entend les slogans « Oh! Ce n'est que la propriété de la Corporation ! » pour justifier la destruction des bâtiments municipaux et « A bas les églises et réparons les routes avec elles ». Un certain nombre de « boules de feu » de remorquage et de poix inflammables sont fabriquées pour être utilisés par les émeutiers qui ne sont armés que de bâtons, de grilles et d'outils pillés aux forgerons,.
Les destructions causées dans la nuit du 30 au 31 octobre, au cours desquelles de nombreuses maisons privées sont attaquées, choquent les citoyens de la ville. Les classes moyennes passent à l'action et quelque 3 000 hommes se présentent pour le service dans le « posse comitatus », le lendemain matin. 100 autres soldats du 14e Light Dragoons arrivent dans la ville plus tard, dans la même journée. Leur officier, le major Beckwith, et un officier de liaison du bureau de guerre, le major Mackworth, prennent le contrôle de la situation, sans tenir compte de l'ancienneté de Brereton. Ils répondent à une émeute du côté sud de Queen Square par une charge efficace du 3e Dragoon Guards, . Le « posse comitatus » a déjà rétabli l'ordre dans toute la ville au moment où le général Sir Richard Downes Jackson arrive de Londres avec plusieurs centaines de soldats pour le faire.

## Conséquences
Les émeutes sont les pires dans une ville anglaise depuis les émeutes de Gordon de 1780 à Londres. Le nombre total de morts est inconnu mais il est établi que douze citoyens ont été tués lors d'affrontements avec les autorités ; de nombreux autres cadavres sont récupérés plus tard dans des bâtiments incendiés,. L'historien Mark Harrison, en 1988, estime un nombre compris entre 120 et 250 victimes dans tous les camps. Une grande partie du centre-ville est détruite et les dégâts sont évalués à 300 000 £ ,.
Bristol est gouvernée par Jackson et ses troupes pendant quatre mois. De nombreux parlementaires n'ont aucune confiance dans l'administration locale de Pinney et mettent en place une commission d'enquête pour révoquer les magistrats de Bristol, malgré l'objection de Melbourne, leur déniant cette compétence. Pinney est finalement traduit en justice devant la Cour du banc du roi en octobre 1832 et acquitté.

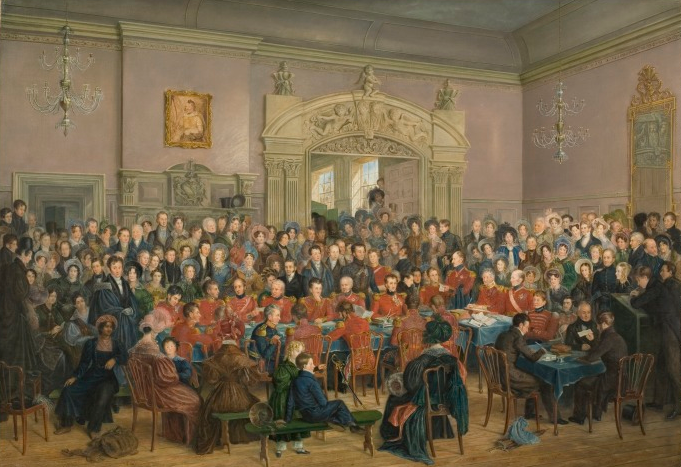
La cour martiale du colonel Brereton, (peinture de Rolinda Sharples)

Les procès des émeutiers se tiennent en janvier 1832. 102 personnes sont jugées et 31 sont condamnées à mort. L'un des hommes condamné à la pendaison est un commerçant à la retraite dont le seul crime est d'avoir crié des encouragements aux émeutiers. Il est ciblé par le tribunal pour l'exemple, en raison de la position respectable qu'il occupe dans la société. La clémence est accordée à tous, sauf à quatre des condamnés à mort, après qu'une pétition de 10 000 noms ait été présentée qui comprenait les noms des personnes dont les maisons avaient été détruites lors de l'émeute. Quelque 22 personnes sont déportées en Australie et 43 emprisonnées. Le capitaine Warrington du 3e Dragoon Guards est traduit en cour martiale et cassé pour avoir omis de transmettre un message à Brereton pendant l'émeute. Le colonel lui-même est renvoyé en cour martiale en janvier 1832. Au cours de la procédure, il propose de plaider coupable, reconnaissant la perte de contrôle de l'émeute, à condition que le tribunal accepte de ne plus appeler de témoins. Le tribunal refuse cette demande et Brereton se suicide avant qu'une sentence ne puisse être prononcée,.
Les militants pro-réforme et anti-réforme se renvoient la responsabilité des événements. Les pro-réformateurs soupçonnent les échevins conservateurs de Bristol de vouloir que les émeutes deviennent incontrôlables pour discréditer le mouvement, tandis que les conservateurs accusent le gouvernement whig de retenir les troupes malgré les demandes des autorités de la ville. Il est allégué que les émeutes sont dirigées par des éléments extérieurs. Sont imaginées des implications française (les révolutionnaires ont renversé Charles X en juillet 1830 ) et l'action de membres de l'Union politique de Birmingham infiltrés dans la ville. Ces suppositions ne sont pas confirmées. Les militants réformistes, désireux d'éviter tout lien politique avec l'émeute, affirment que les émeutiers étaient tous des jeunes, des chômeurs et des « femmes perdues » des quartiers de St Philips et Lawford's Gate de la ville. Cependant, les archives judiciaires montrent que les émeutiers semblent avoir été,, en grande partie, des hommes âgés de 20 à 40 ans des quartiers du Temple et de St James. Par exemple, un seul des condamnés pour émeutes était au chômage.
Une autre idée fausse répandue à l'époque est que les fauteurs de troubles venaient des charbonnages de Kingswood, alors que les propriétaires de la fosse avaient déclaré que leurs hommes étaient restés en grande partie au travail tout au long des émeutes. Aucun accusé n'invoque un motif politique devant le tribunal et beaucoup plaident l'ivresse comme atténuation de leur comportement.
Le troisième projet de loi de réforme, connu par la suite sous le nom de Great Reform Act, est finalement été adopté en 1832 après une crise politique connue sous le nom de Days of May . La Commission royale sur les corporations municipales de 1833 pense que l'autorité locale de Bristol était jalouse de son pouvoir et incapable de contrôler la ville ; avec de nombreux fonctionnaires de la ville considérant leurs positions comme des sinécures. La corporation est réformée par le Municipal Corporations Act 1835. Pinney revient à la société cette année-là en tant qu'échevin, poste qu'il occupe pendant 18 ans.

## Représentations des émeutes par le peintre W. J. Müller en 1831
L'artiste William James Müller, de l' école de Bristol, est témoin des émeutes et enregistre certaines des scènes en une série de « croquis bruts et brillants à l'huile et à l'aquarelle ».

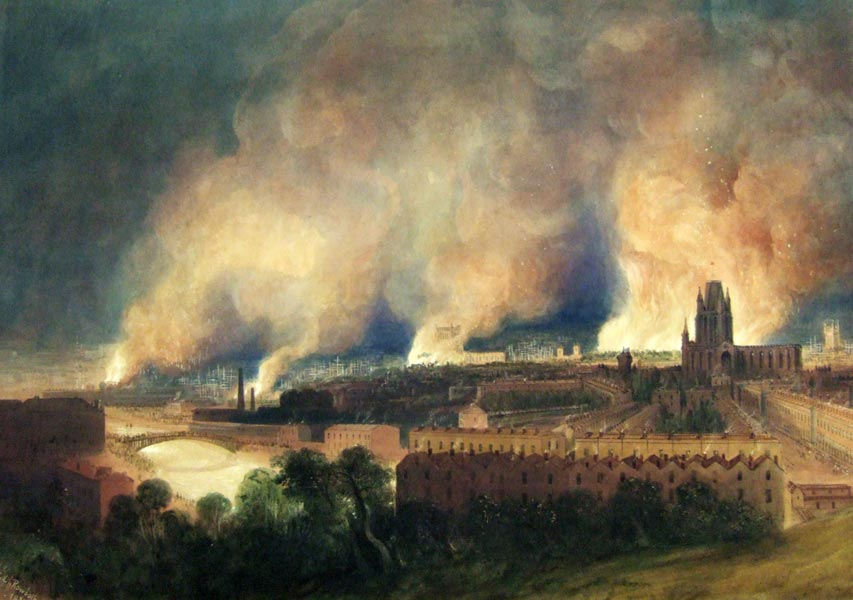
Bristol Burns
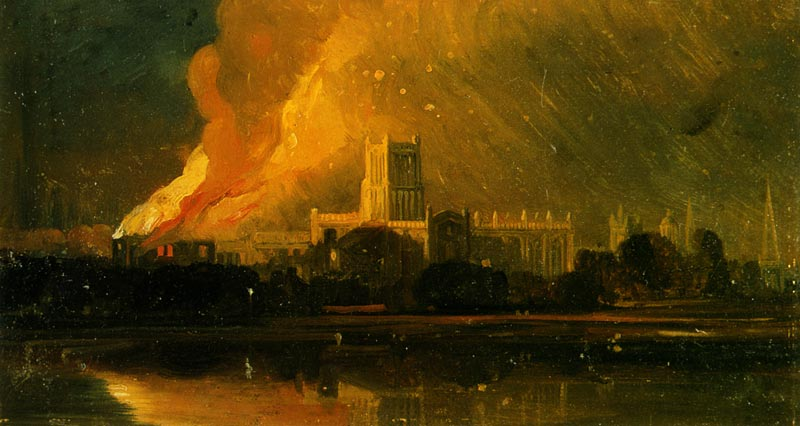
L'incendie du palais épiscopal
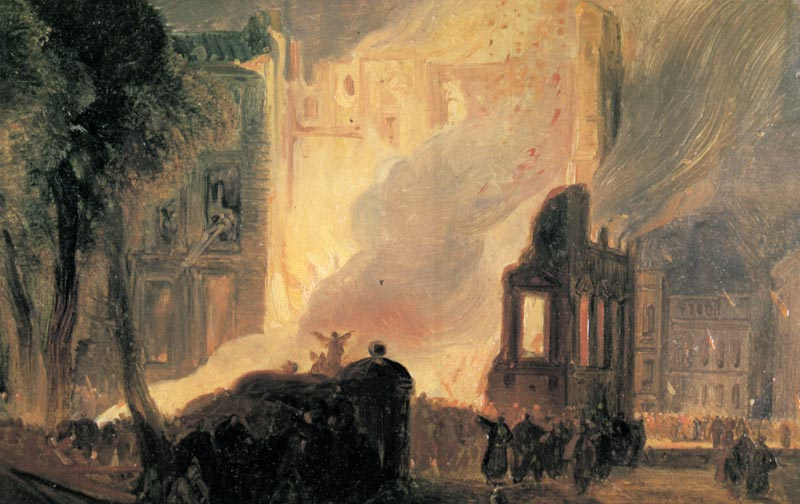
L'incendie de la Mansion House, Queen Square
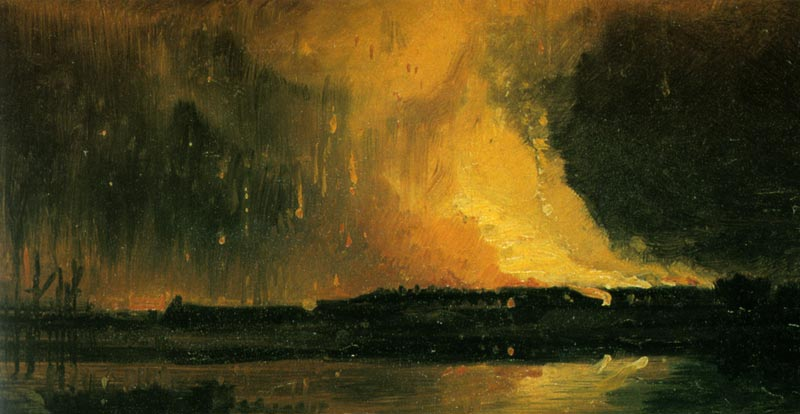
L'incendie de la nouvelle prison du marais de Canon
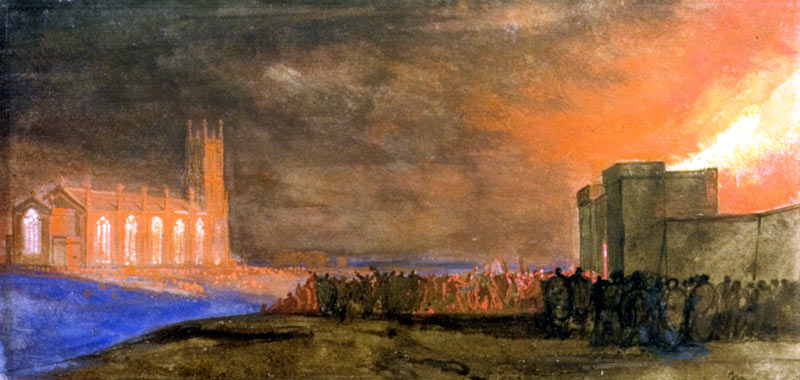
L'incendie de la nouvelle prison avec l'église Saint-Paul, Bedminster
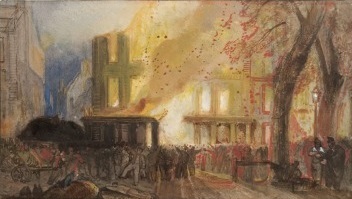
L'incendie de la douane, Queen Square
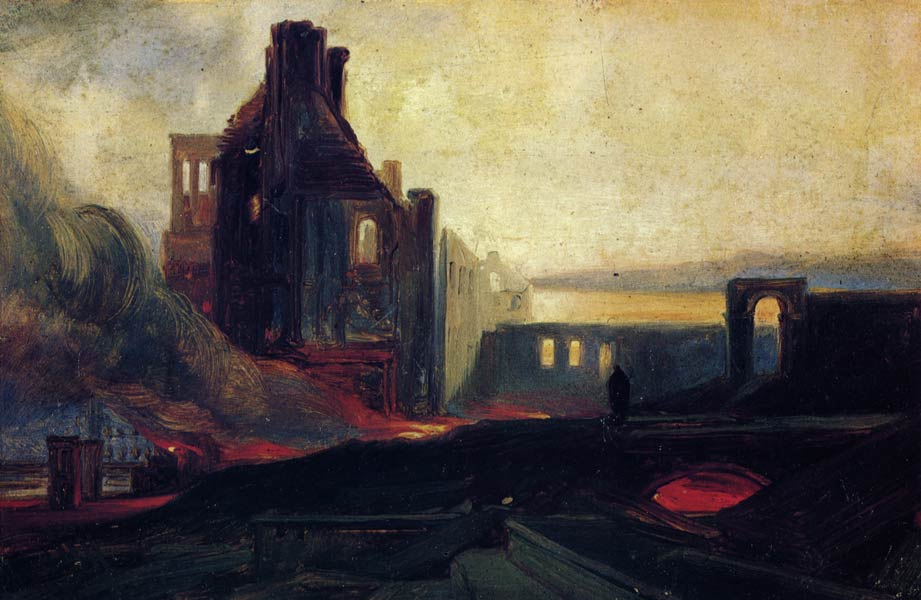
Ruines de l'entrepôt de Prince Street

## Voir également